# Bregmacerotidae
Bregmacerotidae – monotypowa rodzina niewielkich, morskich ryb dorszokształtnych (Gadiformes) występujących w wodach strefy tropikalnej i subtropikalnej. Większość gatunków to ryby pelagiczne przebywające na głębokościach do 1000 m, niektóre występują w wodach przybrzeżnych. Gatunkiem typowym rodziny jest Bregmaceros mcclellandi (bregmaceron pospolity).

## Cechy charakterystyczne
Ciało wydłużone, pokryte dość dużymi łuskami, 40–89 wzdłuż boku ciała. Dwie płetwy grzbietowe – pierwsza złożona z jednego, długiego promienia. Druga płetwa grzbietowa oraz płetwa odbytowa długa, z głębokim wcięciem pośrodku. Położone pod głową płetwy brzuszne wsparte są na pięciu promieniach. Trzy zewnętrzne są przekształcone w długie wici.
Brak wąsika na podbródku. Długość ciała do 12 cm.

## Klasyfikacja
Do rodziny zaliczany jest tylko jeden rodzaj:
Bregmaceros